# ديفيد جيروم
ديفيد جيروم (بالإنجليزية: David Jerome) هو سياسي أمريكي، ولد في 17 نوفمبر 1829 في ديترويت في الولايات المتحدة، وتوفي في 23 أبريل 1896 في ساغيناو في الولايات المتحدة. حزبياً، نشط في الحزب الجمهوري. وقد انتخب حاكم ميشيغان ‏ (1881 – 1883).